# Paulo (Lost)
Paulo personaje de la serie de TV Lost. Es interpretado por Rodrigo Santoro.

## Biografía del Personaje
Paulo es de origen brasileño, poco después comenzó a trabajar como chef de un hombre rico llamado Zuckerman quien es productor de Televisión. Cabe destacar que no era tomado muy en cuenta en la isla, ya que no hacia cosas destacables, y las que hacia, no lo decía.

### Antes del Accidente
Trabajaba como Chef para Zuckerman, pero luego él y su novia Nikki lo asesinaron para robarle unos diamantes. Deciden irse del país ya que querían iniciar una nueva vida en América. Cuando están en el aeropuerto leen en el periódico que Zuckerman murió de un infarto. Se encuentran con Shannon y Boone los cuales discutiendo les piden una silla, Paulo amablemente se la otorga pero al final ellos se van del café, mientras esto ocurre Nikki le pide a Paulo que nunca acaben en una relación como los mencionados anteriormente.Luego de eso abordan el avión.

### Después del Accidente
Paulo se encuentra parado junto al mar con sangre en su cara y lágrimas en sus ojos observando el océano, cuando Nikki lo encuentra se entera de que él no tiene los diamantes. Una noche Nikki y Paulo juntos se encuentran buscando sus maletas y tienen una conversación amistosa con Ethan el cual les dice que puede ayudarlos, pero ellos niegan la ayuda y observan a Boone a punto de ser linchado por haber tomado el agua. Cuando deciden ir en busca de los diamantes, encuentran una escotilla, que se descubriría como La Perla, y la avioneta amarilla que pronto sería la que asesinara a Boone. Pero siguen en su búsqueda. Pronto Nikki le dice a Paulo que deben ir a una cascada que posiblemente ahí se encuentren los diamantes. Se dirigen hacia el lugar y Paulo se sumerge y encuentra los diamantes, pero decide no decirle nada a Nikki. En un primer momento iba a enterrarlos en la arena, pero se encontró con Locke y este le dijo que no era una buena idea por la marea, así que corrió hacia la escotilla y puso los diamantes en el tanque del retrete. Adentro observó que Ben y Juliet estaban vigilando a los de la escotilla y hablando sobre sus planes. Al irse ellos el toma el Walkie-Talkie que dejaron y no decide contarle a nadie. Poco después Nikki decide no buscar los diamantes, y deciden entrar en una expedición para buscar a Eko. Cuando están en la Perla, él entra al baño para asegurarse que Nikki no los descubra y los pone en su ropa interior. Al salir encuentran a Eko muerto. 
Poco después una mañana estaba sentado al frente del océano hablando con Nikki sobre que fue muy bueno no haber encontrado los diamantes, luego se levanta para ir a buscar el desayuno, pero por accidente tira la tableta de chicles de nicotina que tenía en el bolsillo. Cuando Nikki los ve, lleva a Paolo hacia la jungla y ahí le dice que sabe que él tiene los diamantes. Paolo lo niega rotundamente, así que le lanza una araña medusa que paraliza su cuerpo. Nikki aprovechó esto para robarle los diamantes, a pesar de que ella también fue picada por una Araña Medusa. Fue encontrado en la jungla y fue dado por muerto, lo enterraron vivo al igual que a su pareja.
- Antes de morir se oye al monstruo

- Datos: Q51322